# فرودگاه بین‌المللی کروگر مپومالانگا
فرودگاه بین‌المللی کروگر مپومالانگا  (به انگلیسی: Kruger Mpumalanga International Airport) یک فرودگاه همگانی با کد یاتا MQP است که یک باند فرود آسفالت دارد و طول باند آن ۳۱۰۰ متر است. این فرودگاه در شهر نلسپرویت کشور آفریقای جنوبی قرار دارد و در ارتفاع ۸۶۲ متری از سطح دریا واقع شده است.

## شرکت‌های هواپیمایی و مقصدهای پروازی
| شرکت‌های هواپیمایی | مقصدهای پروازی                                                               |
| ----------------- | ---------------------------------------------------------------------------- |
| ایرلینک           | کیپ‌تاون، کینگ شاکا، اولیور تامبو، لیوینگ استون, Sabi Sabi, Skukuza, ویلنکولو |
| Federal Air       | Phinda, Skukuza, Sabi Sabi, Timbavati                                        |